# شاکتی سامانتا
شاکتی سامانتا (انگلیسی: Shakti Samanta; ۱۳ ژانویهٔ ۱۹۲۶ – ۹ آوریل ۲۰۰۹) کارگردان فیلم، تهیه‌کننده فیلم اهل هند بود. وی بین سال‌های ۱۹۵۵ تا ۲۰۰۲ میلادی فعالیت می‌کرد.
وی همچنین برندهٔ جوایزی همچون جایزه فیلم‌فیر شده است.

## فیلم‌شناسی
کارگردان
- Inspector (1956)
- پل هوراه (۱۹۵۸)
- Detective (1958)
- انسان بیدار (۱۹۵۹)
- Jaali Note (1960)
- Singapore (1960)
- Isi Ka Naam Duniya Hai (1962)
- Naughty Boy (1962)
- محله چینی‌ها (۱۹۶۲)
- جوانه کشمیر (۱۹۶۴)
- Sawan Ki Ghata (1966)
- شبی در پاریس (۱۹۶۷)
- عبادت (۱۹۶۹)
- بادبادک (۱۹۷۰)
- Pagla Kahin Ka (1970)
- Jaane-Anjaane (1971)
- عشق جاویدان (۱۹۷۱)
- عاطفه (۱۹۷۲)
- بی‌شخصیت (۱۹۷۴)
- اجنبی (۱۹۷۴)
- غیرانسانی (۱۹۷۵)
- محبوبه (۱۹۷۶)
- تقاضا (۱۹۷۷)
- لذت آشرام (۱۹۷۷)
- قمارباز قهار (۱۹۷۹)
- Khwaab (1980)
- یک شب بارانی (۱۹۸۱)
- فسق (۱۹۸۲)
- آواز (۱۹۸۴)
- متفاوت (۱۹۸۵)
- Aar Paar (1985)
- Andha Bichar (1990)
- دشمن (۱۹۹۰)
- Geetanjali (1993)
- Devdas (2002)